# Manuel Cuadra
Manuel Cuadra Serrano (Diriamba; 25 de agosto de 1947) es un exfutbolista nicaragüense que jugaba como delantero.

## Trayectoria
Apodado Catarrito, durante su carrera jugó para Diriangén, Flor de Caña y la Universidad Centroamericana.

## Selección nacional
Representó a Nicaragua en el Campeonato de Naciones de la Concacaf de 1967, los Juegos Centroamericanos y del Caribe de 1970 y 1974 y Juegos Panamericanos de 1975.

### Participaciones en Campeonatos Concacaf
| Copa                                          | Sede     | Resultado    | Part. | Goles |
| --------------------------------------------- | -------- | ------------ | ----- | ----- |
| Campeonato de Naciones de la Concacaf de 1967 | Honduras | Sexto puesto | 5     | 1     |

## Clubes
| Equipo                      | País      | Año       |
| --------------------------- | --------- | --------- |
| Diriangén                   | Nicaragua | 1966-1968 |
| Flor de Caña                | Nicaragua | 1968-1971 |
| Diriangén                   | Nicaragua | 1971-1976 |
| Universidad Centroamericana | Nicaragua | 1976-1985 |

## Palmarés

### Títulos nacionales
| Título           | Equipo                      | País      | Año     |
| ---------------- | --------------------------- | --------- | ------- |
| Primera División | Diriangén                   | Nicaragua | 1974    |
| Primera División | Universidad Centroamericana | Nicaragua | 1977-78 |